# Hararščina
Hararščina (tudi adêrščina) je semitski jezik, ki ga govorijo v etiopskem mestu Harar in njegovi okolici.